# Tour della nazionale maschile di rugby a 15 dell'Irlanda 2008
Nel 2008 la Nazionale di rugby a 15 dell'Irlanda si recò in tour in Australasia, ove furono previsti due test match, a Wellington contro la Nuova Zelanda e a Melbourne contro l'Australia.
Capitano del tour fu Brian O’Driscoll mentre il commissario tecnico — essendo il neo nominato Declan Kidney ancora indisponibile per via dei suoi obblighi contrattuali con Munster — fu Michael Bradley, all'epoca allenatore del Connacht.
A Wellington, in un incontro caratterizzato da freddo e neve, l'Irlanda riuscì a tenere bene il campo nella prima metà di gioco, chiudendo il parziale in parità sull'8-8; subito dopo la ripresa del gioco O’Gara portò gli irlandesi addirittura avanti per 11-8 e alimentando le speranze di poter portare a casa la prima vittoria di sempre contro gli All Blacks.
Tuttavia, con il passare del tempo, l'Irlanda accusò un calo fisico e la Nuova Zelanda ebbe la meglio: al 64', con gli All Blacks avanti 14-11 per via di due calci piazzati di Dan Carter che avevano ribaltato il punteggio, Nonu realizzò la meta del 19-11 (poi trasformata da Carter) che sostanzialmente chiuse l'incontro, terminato 21-11 per i padroni di casa.
Anche a Melbourne contro l'Australia gli irlandesi riuscirono a disputare un incontro di fatica e sostanza, che li vedeva condurre 7-5 nei primi 20 minuti prima che una meta di Horwill ribaltasse il punteggio e Giteau fissasse l'intervallo sul 15-7.
Nella ripresa, tuttavia, gli ultimi punti dell'Australia furono al 4' con Giteau che portò i suoi a 18, per poi subire il ritorno dell'Irlanda che andò a meta con O’Driscoll a meno di venti minuti dalla fine, anche se poi il punteggio, nonostante i tentativi di entrambe le squadre, non cambiò più fino alla fine e si fissò sul 18-12 per i Wallabies.

## Risultati
| Arbitro: | Chris White |

|                       |      |                |
| 16’ Sivivatu 64’ Nonu | mt   | 21’ P. Wallace |
| 64’ Carter            | tr   |                |
| 33’, 46’, 61’ Carter  | c.p. | 9’, 43’ O’Gara |

| Arbitro: | Christophe Berdos |

|                       |      |                          |
| 6’ Barnes 21’ Horwill | mt   | 15’ Leamy 62’ O’Driscoll |
| 21’ Giteau            | tr   | 15’ O’Gara               |
| 27’, 44’ Giteau       | c.p. |                          |